# Обровац (Бачка Паланка)
Обровац (мађ. Boróc) је насеље у општини Бачка Паланка, у Јужнобачком округу, у Србији. Према попису становништва из 2022. било је 2495 становника.
Овде се налази Српска православна црква у Обровцу.

## Положај
Обровац се налази на путу Бачка Паланка — Оџаци.

## Историја
Место су основали Срби 1308. године. После Мохачке битке, Турци су 1810. године спалили село. Православна црква саграђена је 1757, а прва школа отворена је 1786. године. Према монографији Самија Боровског 1699. године је у Обровцу било 23 домаћинстава. Године 1722. Обровац је место са 126 домаћинстава Срба који су се доселили са Арсенијем Чарнојевичем 1692. године.  Српска православна црква је саграђена 1782. године. У Обровцу су Срби били већина до 1812. године, а онда су насељени Немци који постају доминантни. До краја Другог светског рата, већину становника у селу чинили су Немци. Они су се иселили, а у њихове домове су се уселили колонисти који су 1945. стигли из Босанске Крупе, Дувна, Бугојна, Ливна, Гламоча, Шипова и других места западне Босне.

## Демографија
У насељу Обровац живи 2600 пунолетних становника, а просечна старост становништва износи 40,6 година (39,1 код мушкараца и 42,0 код жена). У насељу има 1163 домаћинства, а просечан број чланова по домаћинству је 2,73. (Према попису из 2011. године)
Ово насеље је великим делом насељено Србима (према попису из 2002. године), а у последња четири пописа становништва, примећен је пад у броју становника.
|  |

| Демографија | Демографија | Демографија |
| Година      | Становника  | Становника  |
| ----------- | ----------- | ----------- |
| 1948.       | 3.211       |             |
| 1953.       | 3.445       |             |
| 1961.       | 3.512       |             |
| 1971.       | 3.174       |             |
| 1981.       | 3.245       |             |
| 1991.       | 3.242       | 3.208       |
| 2002.       | 3.177       | 3.233       |
| 2011.       | 2.944       |             |

| Етнички састав према попису из 2002.‍ | Етнички састав према попису из 2002.‍ | Етнички састав према попису из 2002.‍ | Етнички састав према попису из 2002.‍ | Етнички састав према попису из 2002.‍ |
| ------------------------------------ | ------------------------------------ | ------------------------------------ | ------------------------------------ | ------------------------------------ |
|                                      |                                      |                                      |                                      |                                      |
| Срби                                 | Срби                                 |                                      | 2.870                                | 90,33%                               |
| Роми                                 | Роми                                 |                                      | 133                                  | 4,18%                                |
| Мађари                               | Мађари                               |                                      | 27                                   | 0,84%                                |
| Југословени                          | Југословени                          |                                      | 20                                   | 0,62%                                |
| Хрвати                               | Хрвати                               |                                      | 19                                   | 0,59%                                |
| Црногорци                            | Црногорци                            |                                      | 10                                   | 0,31%                                |
| Словаци                              | Словаци                              |                                      | 8                                    | 0,25%                                |
| Муслимани                            | Муслимани                            |                                      | 2                                    | 0,06%                                |
| Македонци                            | Македонци                            |                                      | 2                                    | 0,06%                                |
| Руси                                 | Руси                                 |                                      | 1                                    | 0,03%                                |
| Бугари                               | Бугари                               |                                      | 1                                    | 0,03%                                |
| непознато                            | непознато                            |                                      | 80                                   | 2,51%                                |

| Година пописа     | 1948. | 1953. | 1961. | 1971. | 1981. | 1991. | 2002. |
| ----------------- | ----- | ----- | ----- | ----- | ----- | ----- | ----- |
| Број домаћинстава | 680   | 736   | 838   | 859   | 921   | 1.047 | 1.163 |

| Број чланова      | 1   | 2   | 3   | 4   | 5  | 6  | 7 | 8 | 9 | 10 и више | Просек |
| ----------------- | --- | --- | --- | --- | -- | -- | - | - | - | --------- | ------ |
| Број домаћинстава | 273 | 295 | 217 | 269 | 81 | 19 | 6 | 1 | 2 | 0         | 2,73   |

| Пол    | Укупно | Неожењен/Неудата | Ожењен/Удата | Удовац/Удовица | Разведен/Разведена | Непознато |
| ------ | ------ | ---------------- | ------------ | -------------- | ------------------ | --------- |
| Мушки  | 1.330  | 410              | 814          | 64             | 39                 | 3         |
| Женски | 1.406  | 289              | 824          | 252            | 36                 | 5         |
| УКУПНО | 2.736  | 699              | 1.638        | 316            | 75                 | 8         |

| Пол    | Укупно                    | Пољопривреда, лов и шумарство | Рибарство                            | Вађење руде и камена | Прерађивачка индустрија       |
| ------ | ------------------------- | ----------------------------- | ------------------------------------ | -------------------- | ----------------------------- |
| Мушки  | 571                       | 150                           | 0                                    | 0                    | 202                           |
| Женски | 409                       | 81                            | 0                                    | 0                    | 130                           |
| УКУПНО | 980                       | 231                           | 0                                    | 0                    | 332                           |
| Пол    | Производња и снабдевање   | Грађевинарство                | Трговина                             | Хотели и ресторани   | Саобраћај, складиштење и везе |
| Мушки  | 3                         | 31                            | 29                                   | 10                   | 31                            |
| Женски | 1                         | 5                             | 70                                   | 5                    | 3                             |
| УКУПНО | 4                         | 36                            | 99                                   | 15                   | 34                            |
| Пол    | Финансијско посредовање   | Некретнине                    | Државна управа и одбрана             | Образовање           | Здравствени и социјални рад   |
| Мушки  | 1                         | 16                            | 33                                   | 15                   | 4                             |
| Женски | 12                        | 11                            | 16                                   | 37                   | 16                            |
| УКУПНО | 13                        | 27                            | 49                                   | 52                   | 20                            |
| Пол    | Остале услужне активности | Приватна домаћинства          | Екстериторијалне организације и тела | Непознато            | Непознато                     |
| Мушки  | 20                        | 0                             | 1                                    | 25                   | 25                            |
| Женски | 10                        | 0                             | 0                                    | 12                   | 12                            |
| УКУПНО | 30                        | 0                             | 1                                    | 37                   | 37                            |